# Bisdom Wamba

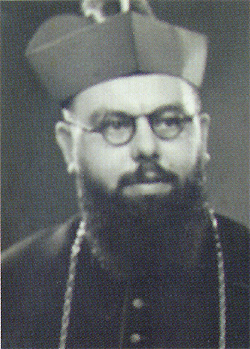
Joseph Wittebols, de eerste bisschop

Het bisdom Wamba (Latijn: Dioecesis Vambaensis) is een rooms-katholiek bisdom in Congo-Kinshasa met als zetel Wamba (kathedraal Saint-Joseph). Het is een suffragaan bisdom van het aartsbisdom Kisangani en werd opgericht in 1959. 
Het bisdom is ontstaan uit het in 1949 opgerichte apostolisch vicariaat van Wamba. De eerste bisschop was Joseph Wittebols, S.C.I.. Hij werd in 1964, samen met zeven medebroeders en verschillende anderen, vermoord in Wamba door antiwesterse Simba-rebellen. De tweede bisschop, Gustave Olombe Atelumbu Musilamu, richtte in 1975 een bisschoppelijke congregatie van vrouwelijke religieuzen op (les Petites Sœurs de l’Evangélisation, afgekort P.S.E.) die actief is in het onderwijs, de ziekenzorg en de catechese.
In 2017 telde het bisdom 19 parochies. Het bisdom heeft een oppervlakte van 68.000 km2 en telde in 2017 629.000 inwoners waarvan 28,8% rooms-katholiek was. 

## Bisschoppen
- Joseph-Pierre-Albert Wittebols, S.C.I. (1959-1964)
- Gustave Olombe Atelumbu Musilamu (1968-1990)
- Charles Kambale Mbogha, A.A. (1990-1995)
- Janvier Kataka Luvete (1996-2024)
- Emmanuel Ngona Ngotsi, M. Afr. (2024- )